# 1968年メキシコシティーオリンピックのバスケットボール競技
1968年メキシコシティーオリンピックのバスケットボール競技（1968ねんメキシコシティーオリンピックのバスケットボールきょうぎ）は、1968年10月13日から10月25日まで、メキシコのメキシコシティで開催された1968年メキシコシティーオリンピックにおける、バスケットボール競技の詳細である。

## 最終成績
| 順位 | 国・地域       |
| ---- | -------------- |
| 1位  | アメリカ合衆国 |
| 2位  | ユーゴスラビア |
| 3位  | ソビエト連邦   |
| 4位  | ブラジル       |
| 5位  | メキシコ       |
| 6位  | ポーランド     |
| 7位  | スペイン       |
| 8位  | イタリア       |
| 9位  | プエルトリコ   |
| 10位 | ブルガリア     |
| 11位 | キューバ       |
| 12位 | パナマ         |
| 13位 | フィリピン     |
| 14位 | 韓国           |
| 15位 | セネガル       |
| 16位 | モロッコ       |